# Jello Biafra
Jello Biafra, pseudonimo di Eric Reed Boucher (Boulder, 17 giugno 1958), è un cantante e compositore statunitense.
Inizialmente divenne noto come frontman e autore dei Dead Kennedys, celebre gruppo Hardcore punk di San Francisco. 
Conclusa la sua esperienza con la band si addentrò nell'attivismo politico e divenne proprietario dell'etichetta indipendente Alternative Tentacles, fondata nel 1979 da lui stesso insieme a East Bay Ray.
Jello Biafra è stato una delle maggiori figure della scena punk americana e fu uno dei fondatori della "San Francisco hardcore punk community". 
Sebbene attualmente si concentri soprattutto in dischi parlati, ha continuato a collaborare come musicista in numerosi progetti.
Ha cantato anche in collaborazione con i Melvins, sia in album che durante eventi dal vivo.
Politicamente è un membro del Partito Verde degli Stati Uniti e attivista delle cause progressiste. Si definisce anarchico e combatte nel nome di un cambiamento politico. Biafra è conosciuto per utilizzare tattiche mediatiche assurde e provocatorie, come nella tradizione degli hippie, per concentrare l'attenzione sui diritti civili, sulla giustizia sociale, sull'anti-corporatismo, sui movimenti pacifisti, sull'anti-consumismo, sull'anti-globalizzazione, sull'anti-capitalismo e sulla separazione tra chiesa e stato.
Il suo pseudonimo è una combinazione del nome Jell-O e del nome della Repubblica del Biafra, uno Stato che ebbe vita brevissima quando si separò dalla Nigeria nel 1966. Dopo quattro anni di combattimenti e carestia la Nigeria riprese il controllo della piccola Repubblica.

## Biografia

### Infanzia
Nacque a Boulder, Colorado dal padre Stanley Boucher, uno psichiatra e poeta, e Virginia Boucher, una libraia. Sin da bambino, Boucher sviluppò un interesse per la politica internazionale che venne incoraggiata dai suoi genitori. Fu un avido lettore di giornali e uno dei suoi primi ricordi fu l'assassinio di John F. Kennedy, avvenuto quando aveva solo 5 anni e che lo segnerà per tutta la vita. Jello disse che la sua passione per la musica rock nacque quando, nel 1965, i suoi genitori sintonizzarono accidentalmente la radio su una stazione in cui veniva proposta musica di quel genere.
Cominciò la sua carriera musicale nel gennaio 1977 come aiutante per il gruppo punk rock The Ravers (che cambiò in seguito il nome in The Nails). Nell'autunno dello stesso anno si iscrisse alla University of California di Santa Cruz. Spese un quarto dell'anno studiando teatro e la storia del Paraguay prima di lasciare gli studi per diventare una figura di spicco nella scena punk di San Francisco.

### I Dead Kennedys
Nel giugno del 1978 rispose ad un annuncio del chitarrista East Bay Ray e insieme formarono i Dead Kennedys. Cominciò ad esibirsi con lo pseudonimo Occupant, che cambiò però in breve nel soprannome che tuttora usa. Biafra scrisse gran parte dei testi della band, molti dei quali di stampo chiaramente politico, mettendo in mostra un senso dell'umorismo quasi assurdo, in contrasto con la serietà degli argomenti trattati. Maggiormente in linea con la scena punk britannica (band come i Crass), i Dead Kennedys furono fra i primi gruppi del genere a scrivere testi politici negli Stati Uniti. I testi di Biafra aiutarono, inoltre, a rendere popolare l'uso dell'umorismo nero all'interno dell'hardcore. Biafra cita Joey Ramone come la maggiore fonte di ispirazione per i suoi testi.
Biafra inizialmente aiutò anche nella composizione delle musiche, ma la sua inesperienza nel suonare gli strumenti lo portò a scegliere di dedicarsi solo alle parti cantate.
Una tra le più celebri canzoni scritte da Biafra fu il primo singolo dei Dead Kennedys, California Über Alles. La canzone è una parodia che tratta l'operato del governatore della California Jerry Brown ed è solo la prima di molte canzoni "politicizzate" scritte da Biafra per i Dead Kennedys. Non molto dopo scrive la seconda grande hit del gruppo Holiday in Cambodia, che tratta l'organizzazione dei Khmer rossi in Cambogia. All Music Guide parla della canzone come il miglior singolo della scena hardcore americana e lo stesso Biafra la ritiene il miglior lavoro dei Dead Kennedys.
I Dead Kennedys ricevettero diverse polemiche nel 1981 a proposito del singolo Too Drunk to Fuck. Il pezzo diventò una grande hit nel Regno Unito e raggiunse la Top 30 delle classifiche nazionali: tale traguardo avrebbe previsto la partecipazione del gruppo a Top of the Pops, ma la canzone slittò alla 31ª posizione in poco tempo evitando così imbarazzi alla BBC.
Dopo i primi successi inclusi nell'album Fresh Fruit for Rotting Vegetables, fu la volta di In God We Trust, Inc. contenente le celebri canzoni Nazi Punks Fuck Off e We've Got a Bigger Problem Now, una nuova versione di California Über Alles non più sul governatore della California, bensì sul presidente Ronald Reagan.
Tuttora diversi gruppi hardcore citano i Dead Kennedys e il loro frontman come grandi fonti d'ispirazione e di influenza. Lo scrittore di cultura hardcore-punk Steven Blush ritiene Biafra la più grande star del punk hardcore di sempre.
Dopo l'uscita dai Dead Kennedys, avvenuta nel 1986, vennero registrate nuove canzoni scritte da Biafra con altre band (Lard), e vennero pubblicati dischi esclusivamente parlati. Questi ultimi sono costituiti da veri e propri comizi, in cui tutta l'arte oratoria del cantante si indirizza contro la politica imperialista e guerrafondaia degli Stati Uniti d'America.

### Altre band

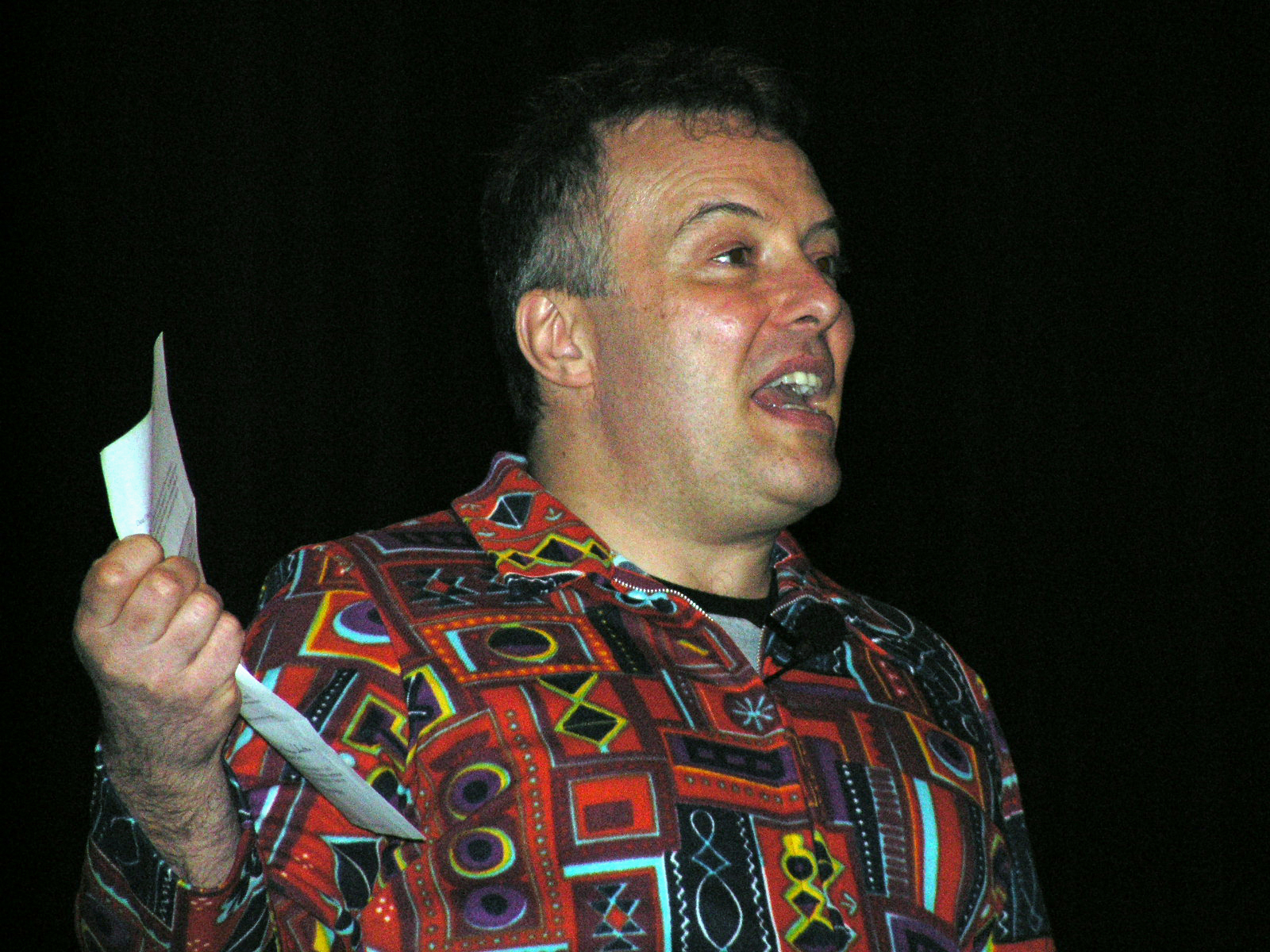
Jello Biafra parla dei politici della California.

Nel 1988 Biafra, insieme a Al Jourgensen e Paul Barker dei Ministry e a Jeff Ward, mette insieme i Lard, band che diventa presto l'ennesimo progetto collaterale dei Ministry, con Biafra che canta e scrive i testi. Nel 1989, mentre lavorava sul set del film Terminal City Ricochet, Biafra scrisse una canzone per la colonna sonora dello stesso film insieme ai D.O.A.. In seguito a questa collaborazione, Biafra collaborerà con i D.O.A. nell'album Last Scream of the Missing Neighbors.
Nel 1999, Biafra e altri musicisti facenti parte del movimento anti globalizzazione protestano contro la riunione dell'OMC svoltasi nello stesso anno a Seattle. Insieme ad alcuni musicisti emergenti della West Coast forma i No WTO Combo per aiutare la causa del movimento. Biafra dal 2010 sta lavorando con una nuova band conosciuta come Jello Biafra and the Guantanamo School of Medicine, insieme a Ralph Spight dei Victims Family alla chitarra e Billy Gould dei Faith No More al basso; a proposito dei Guantanamo School of Medicine, Biafra ha dichiarato: «L'idea di base è simile a quella del nome dei Dead Kennedys: qualcosa che la gente non si dimentichi facilmente. In quel caso mostravamo in maniera molto ironica cosa accadeva alle persone che cercavano di cambiare le cose, e in parte è lo stesso con questo nome. In questo caso sono stato deluso da Obama in molti modi. Non ho votato per lui, perché sapevo che era supportato da molti che in precedenza avevano spinto per l'elezione di Bush, ma speravo comunque che riuscisse a portare qualche cambiamento reale, per esempio nella battaglia per la salute e per i poveri o portando le nostre truppe fuori dagli stati che non ci appartengono».

#### Processo per oscenità
Nell'aprile del 1986 degli agenti della polizia perquisirono la sua casa sotto l'indicazione del Parents Music Resource Center (PMRC). Nel giugno dello stesso anno, i due procuratori della città di Los Angeles Michael Guarino e James Hahn incriminarono Biafra per aver distribuito "materiale osceno" nel disco dei Dead Kennedys Frankenchrist. In realtà la disputa non riguardava né la musica né i testi, ma la stampa di un poster, all'interno del libretto, intitolato Landscape #XX (conosciuto anche come Penis Landscape) dell'artista svizzero H. R. Giger. Secondo Biafra, comunque, il processo venne portato avanti per motivi politici.
Dopo aver subito una condanna al pagamento di 2.000 dollari di ammenda e ad un anno di reclusione Biafra fondò il No More Censorship Defense Fund, un'organizzazione che aiutava le band punk nei casi di controversie simili a quelle occorse ai Dead Kennedys.

## Discografia

### Con i Dead Kennedys

#### Album in studio
- 1980 - Fresh Fruit for Rotting Vegetables
- 1982 - Plastic Surgery Disasters
- 1985 - Frankenchrist
- 1986 - Bedtime for Democracy

#### Live
- 1983 - A Skateboard Party
- 2001 - Mutiny on the Bay
- 2004 - Live at the Deaf Club

### Con i Lard
- 1989 - The Power of Lard
- 1990 - The Last Temptation of Reid
- 1997 - Pure Chewing Satisfaction
- 2000 - 70's Rock Must Die

### Album spoken word
- 1987 - No More Cocoons
- 1989 - High Priest of Harmful Matter: Tales From the Trial
- 1991 - I Blow Minds for a Living
- 1994 - Beyond the Valley of the Gift Police
- 1998 - If Evolution Is Outlawed, Only Outlaws Will Evolve
- 2000 - Become the Media
- 2002 - The Big Ka-Boom, Pt. 1
- 2002 - Machine Gun in the Clown's Hand
- 2006 - In the Grip of Official Treason

### Album Jello Biafra and the Guantanamo School of Medicine
- 2009 - The Audacity of Hype
- 2011 - Enhanced Methods of Questioning
- 2013 - White People and the Damage Done
- 2020 - Tea Party Revenge Porn

### Collaborazioni
| Year | Album                                  | Artist                                                                        |
| ---- | -------------------------------------- | ----------------------------------------------------------------------------- |
| 1980 | The Witch Trials                       | Jello Biafra con East Bay Ray, Adrian Borland, Morgan Fisher, Christian Lunch |
| 1989 | Last Scream of the Missing Neighbors   | Jello Biafra e D.O.A.                                                         |
| 1991 | The Sky is Falling and I Want My Mommy | Jello Biafra e Nomeansno                                                      |
| 1991 | Tumor Circus                           | Tumor Circus                                                                  |
| 1994 | Prairie Home Invasion                  | Jello Biafra & Mojo Nixon                                                     |
| 2000 | Live from the Battle in Seattle        | The No WTO Combo                                                              |
| 2000 | Deviant                                | Pitchshifter (Biafra is featured on As Seen On TV)                            |
| 2004 | Never Breathe What You Can't See       | Jello Biafra e The Melvins                                                    |
| 2005 | Sieg Howdy!                            | Jello Biafra e The Melvins                                                    |
| 2008 | Jezebel/Speed Demon 7"                 | Jello Biafra e membri di Zen Guerillas                                        |
| 2012 | We Occupy                              | Jello Biafra e D.O.A.                                                         |
| 2015 | Walk on Jindal's Splinters             | Jello Biafra and the New Orleans Raunch & Soul Allstars                       |
| 2016 | In the Age of Corporate Personhood     | Disaster Strikes (Biafra is featured on Age of Corporate Personhood)          |
| 2019 | bi/MENTAL                              | Le Butcherettes (Biafra is featured on spider/WAVES)                          |